# 日本歯科大学東京短期大学
日本歯科大学東京短期大学（にほんしかだいがくとうきょうたんきだいがく、英語: The Nippon Dental University College at Tokyo）は、東京都新宿区筑土八幡町2-3に本部を置く日本の私立大学。1968年創立、2005年大学設置。大学の略称は東京短大。

## 概観

### 大学全体
- 東京都新宿区に所在する日本の私立短期大学で、設置主体は学校法人日本歯科大学[1]。
- 2005年に開学[注 1]。東京都千代田区内の日本歯科大学本部から近くにキャンパスがあり、2学科と専攻科2専攻[注 2]からなる。

### 建学の精神（校訓・理念・学是）
- 日本歯科大学東京短期大学における教育理念は「心・技・体が調和した人間性豊かな歯科医療スペシャリストの育成」となっている。

### 教育および研究
- 日本歯科大学東京短期大学は日本歯科大学に併設されている関係上、歯科医療技術者の養成に力をいれている。

### 学風および特色
- 日本歯科大学東京短期大学は、全国の短大でも少数の歯科技工士を養成する学科があるのが特色である。また、日本歯科大学生命歯学部との連携も強い。

## 沿革
- 1907年
  - 私立共立歯科医学校創立
- 1909年
  - 私立日本歯科医学校と改称。同年私立日本歯科医学専門学校に昇格
- 1920年
  - 財団法人日本歯科医学専門学校となる
- 1947年
  - 日本歯科大学（旧制）に昇格、大学予科を開設
- 1951年
  - 学校法人日本歯科大学となる
- 1952年
  - 日本歯科大学（新制）となる
- 1968年
  - 日本歯科大学付属歯科専門学校が開校する。
- 2004年
  - 11月30日 左記を以て文部科学省より短期大学の設置が認可される[3]。
  - 4月1日 日本歯科大学東京短期大学が以下の学科体制にて開学[注 3]。
    - 歯科衛生学科 入学定員50名
    - 歯科技工学科 入学定員70名
- 2006年
  - 4月1日 専攻科の設置が認められ、以下の課程を設ける[注 4]。
    - 歯科技工学専攻 入学定員18名
- 2009年
  - 4月1日
    - 以下、各学科の入学定員に変更あり[注 5]。
      - 歯科技工学科 70→35
      - 歯科衛生学科 50→70

    - 専攻科に以下の課程を増設する[注 6]。
      - 歯科衛生学専攻 入学定員10名[注 7]
- 2012年
  - 4月1日 専攻科に以下の課程を増設する[注 8]。
    - 総合技工学専攻 入学定員8名[注 9]
- 2013年
  - 4月1日 専攻科に以下の課程を増設する[注 10]。
    - 口腔リハビリテーション学専攻 入学定員5名[注 11]
- 2025年
  - 3月17日東京都新宿区筑土八幡町に校舎を移転、同年4月1日開学する。

## 基礎データ

### 所在地
- 東京都新宿区筑土八幡町2-3

### 交通アクセス
- JR中央・総武緩行線飯田橋駅下車。

### 象徴
- カレッジマークは日本歯科大学のものと同じものとなっている[注 12]。

## 教育および研究

### 組織

#### 学科
- 歯科衛生学科 入学定員80名[1]
  - 修業年限は昼間部3年制。
- 歯科技工学科 入学定員20名[1]
  - 修業年限は昼間部2年制。

#### 専攻科
- 大学評価・学位授与機構
学士（口腔保健学）
- 歯科衛生学専攻 入学定員10名
- 歯科技工学専攻 入学定員5名[注釈 1]

#### 別科
- なし

##### 取得資格について
以下の国家試験受験資格が得られるようになっている。
- 歯科衛生士：歯科衛生学科
- 歯科技工士：歯科技工学科

### 研究
- 『新人歯科技工士のための臨床技工の基本』[16]
- 『日本歯科大学東京短期大学雑誌』[17]

## 学生生活

### 部活動・クラブ活動・サークル活動
- 日本歯科大学東京短期大学のクラブ活動一覧（一部）
- 体育系：合気道・空手道・柔道・硬式野球・ソフトボール・テニス・バスケットボール・バドミントン・バレーボールほか
- 文化系：アマチュア無線・映画・写真・美術ほか

### 学園祭
- 日本歯科大学東京短期大学の学園祭は、生命歯学部のキャンパス所在地から「富士見祭」と呼ばれている。

## 施設

### キャンパス
- 図書館：蔵書数は約120,000冊となっている。歯科大学と共同使用。
- 実習室
- 体育館
- 学生ホール

### キャンパス外
- 袖ヶ浦セミナーハウス
- 軽井沢ロッジ

## 対外関係

### 姉妹校
- 日本歯科大学
- 日本歯科大学新潟短期大学

## 卒業後の進路について

### 就職について
- 歯科技工学科：専門職として歯科診療所、歯科技工所、歯科関連企業など活躍の場は幅広い。
- 歯科衛生学科：歯科診療所、病院、保健所・保健センター、老人福祉施設、社会福祉施設、教育機関などに就職している。

### 編入学・進学実績
- 歯科技工学科では、日本歯科大学東京短期大学専攻科や日本歯科大学新潟生命歯学部附属新潟病院歯科技工研修科への進学者がみられる